# Tulgren-Berlezov aparat
Tulgren-Berlezov aparat (takođe poznat i kao Tulgrenov aparat ili Berlezov aparat) se koristi za sakupljanje sitnijih insekata i drugih zglavkara koji naseljavaju zemljište ili šumsku stelju. Ova metoda može biti korisna i za prikupljanje insekata iz drugih staništa, kao što su korenje biljaka, kora drveća, busenje mahovina, trule gljive, gnezda ptica, sisara i socijalnih insekata. Primenom ovog aparata mogu se  izdvojiti beskrilni insekti, sitnije vrste krilatih insekata (larve ili adultne jedinke), ali i drugi sitniji zglavkari kao što su stonoge, paukovi, kosci, škorpije, lažne škorpije, krpelji i dr.

## Osnovne komponente aparature
Aparat se sastoji od metalne konsktrukcije cilindričnog oblika koja se levkasto sužava pri dnu. Na granici između cilindričnog i levkastog regiona nalazi se sito, čija veličina okaca zavisi od tipa zemljišta, kao i veličine organizama koje želimo da sakupljamo. Na rešetku se ravnomerno rasporedi usitnjeni uzorak stelje, zemljišta i dr., a iznad se nalazi poklopac sa instaliranom sijalicom, koja služi kao izvor svetlosti i toplote. Gornji deo uzorka usled toplotnog dejstva postaje suv pa se organizmi pomeraju ka situ, pri čemu propadaju kroz njega i upadaju u posudu sa fiksativom.
Kao fiksativ se najčešće koristi 70-80% rastvor etanola kome se dodaje 5% glicerina, koji je slabo isparljiv i koji će sprečiti raspadanje insekata u slučaju da etanol ispari. 
Poklopac iznad svetlosnog izvora ima višestruku funkciju, pojačava efekat toplote, sprečava insekte koji skaču ili lete da pobegnu iz levka, a sprečava i druge insekte iz spoljašnje sredine da se hrane organizmima iz uzorka.
Dužina izlaganja svetlu zavisi od stepena vlažnosti uzorka. Sijalica od 40-100W se ostavlja uključena više sati, najčešće 24h, dok se uzorak sasvim ne osuši, odnosno dok iz njega ne izađu svi organizmi.
Ukoliko se Tulgren-Berlezov aparat koristi na terenu gde ne postoji pristup električnoj energiji, moguće je upotrebiti i Sunce kao izvor svetlosti i toplote.

## Primena hemijskih repelenata
Umesto izvora svetlosti i toplote moguće je koristiti različite hemijske supstance smeštene ispod poklopca. Najčešće korišćeni hemijski repelenti za insekte su naftalin i hloropikrin, lako isparljive supstance pomoću kojih je moguće ekstrahovati većinu organizama za svega par sati. Kako isparljivost supstanci zavisi od temperature, najbolji rezultati se postižu kada je spoljašnja temperatura visoka.
Pored naftalina i hloropikrina u upotrebi je i terpentin, posebno za ekstrakciju insekata koji žive u cvetovima biljaka, porama gljiva i drugim sličnim skrovitim mestima.
Takođe, mešanjem uzorka sa 25% rastvorom magnezijum-sulfata moguća je efikasna ekstrakcija prisutnih organizama.